# Qeqertat
Qeqertat – osada w północno-zachodniej Grenlandii, w gminie Avannaata.
Według danych oficjalnych liczba mieszkańców w 2011 roku wynosiła 28 osób.